# Blue Öyster Cult
Blue Öyster Cult — американський рок-гурт, створений у 1967 році у Нью-Йорку. Досі існує. Гурт грає в стилі психоделік-рок/хард-рок.
Спочатку гурт кілька разів змінював як назву (Soft White Underbelly, Охаса), так і склад. 1969 року до гурту під черговою назвою The Stalk Forrest Group ввійшли: Ерік Блум (Eric Bloom) — гітара, вокал; Дональд «Бак Дарма» Ройзер (Donald «Buck Dharma» Roeser) — гітара, вокал; Аллен Лейнір (Allen Lanier) — клавішні, гітара; Філ Кінг (Phil King) — гітара, вокал; Джо Бокард (Joe Bouchard) — бас, вокал та Альберт Бокард (Albert Bouchard) — ударні, вокал. Цей секстет записав сингл «What Is Quicksand», після чого 1971 року змінив назву на Blue Öyster Cult. У квітні 1972 року після трагічної загибелі Кінга склад гурту скоротився до квінтету.
Ранні записи Blue Öyster Cult поєднували в собі рифи у стилі Black Sabbath з нахабним ліризмом, що породило для них ярлик «інтелігентний хеві-метал». Таємнича тематика у стилі творів «A Kiss Before The Redap» чи «OD'd On Life Itself» створили музикантам своєрідний імідж: частково відчайдушних моторокерів, частково прихильників окультизму. Твір «Career Of Evil» з платівки «Secret Treaties», написаний спільно з Патті Сміт, засвідчив про добре розуміння гуртом атрибутів комерційного успіху. Повною мірою це проявилося у композиції «(Don't Fear) The Reaper», що стала міжнародним хітом у стилі The Byrds.
Патті Сміт продовжила співпрацю з Blue Öyster Cult під час запису їх альбому «Agent Of Fortune» і стала співавтором творів «Debbie Denise» та «The Revenge Of Vera Gemini». Однак концертний альбом «Some Enchanted Evening» позначив кінець найкращого у творчому плані періоду в історії гурту. Попри популярність їх концертів, особливо під час турне «Black & Blue» разом з Black Sabbath, музика Blue Öyster Cult стала шаблонною.
1981 року Ела Бокарда замінив Рік Доуні (Rick Downey), а згодом замість Аллена Лейнера та Джо Бокарда з'явилися Томмі Звончек (Tommy Zvonchek) — клавішні та Джон Роджерс (Jon Rogers) — бас.
1982 року Ройзер як «Buck Dharma» записав сольний альбом «Flat Out», проте творчої основи у записах всього гурту ставало все менше. Після кількох персональних змін 1988 року гурт повернувся до свого оригінального складу на лонгплеї «Imaginos». Відтоді гурт записується рідко.

## Дискографія

### Студійні альбоми
- Blue Öyster Cult (1972)
- Tyranny and Mutation (1973)
- Secret Treaties (1974)
- Agents of Fortune(1976)
- Spectres (1977)
- Mirrors (1979)
- Cultösaurus Erectus (1980)
- Fire of Unknown Origin (1981)
- The Revölution by Night (1983)
- Club Ninja (1985)
- Imaginos (1988)
- Bad Channels (1992)
- Heaven Forbid (1998)
- Curse of the Hidden Mirror (2001)

### Концертні альбоми
- On Your Feet or on Your Knees (1975)
- Some Enchanted Evening (1978)
- Extraterrestrial Live (1982)
- A Long Day's Night (2002)

### Саундтреки до фільмів
- Heavy Metal (1981)
- Bad Channels Soundtrack (1992)

### Саундтреки до відео ігор
- Ripper (1986)
- Guitar Hero (2005)
- Prey (2006)
- True Crime: New York City (2006)

### Вибране
- Career of Evil: The Metal Years (1990)
- Workshop of the Telescopes (2-disc set) (1995)
- Don't Fear the Reaper: The Best of Blue Öyster Cult (2000)
- The Essential Blue Öyster Cult (2003)